# Yashima (Schiff, 1897)
Die Yashima (japanisch 八島) war ein Schlachtschiff der Fuji-Klasse der Kaiserlich Japanischen Marine, das 1897 in Dienst gestellt wurde und 1904 nach Minentreffer sank. Sie war nach einem altertümlichen poetischen Namen für Japan benannt.

## Geschichte

### Bau
Der Bauauftrag für die spätere Yashima wurde an die britische Werft Armstrong, Mitchell and Company in Elswick vergeben. Diese legten das Schiff unter der Baunummer 625 am 6. Dezember 1894 auf Kiel, wobei es bis dahin das größte Schiff gewesen war, das auf dieser Werft gebaut wurde. Der Stapellauf erfolgte am 28. Dezember 1896 und die Indienststellung am 9. September 1897.

### Einsatzgeschichte
Bei Beginn des Russisch-Japanischen Krieges gehörte das Schiff zur I. Division des 1. Geschwaders in der 1. Flotte. Am 14. Mai 1904 lief sie in dieser Division unter Konteradmiral Nashiba Tokioki auf der Hatsuse mit dem Linienschiff Shikishima sowie dem Geschützten Kreuzer Kasagi und dem Aviso Tatsuta nach Port Arthur, um die dort eingesetzten Schiffe abzulösen. Als die Schiffe am Morgen des 15. Mai vor der Hafenausfahrt eine Kontrollfahrt durchführten, liefen sie in ein von der Amur neu verlegtes Minenfeld. Die Linienschiffe Hatsuse und Yashima erlitten beide sofort zwei Minentreffer, und die Hatsuse sank sofort. Kasagi und Tatsuta konnten noch 336 Mann, darunter auch den Admiral, von dem sinkenden Flaggschiff bergen. 496 Mann starben jedoch auf der Hatsuse.
Die Japaner versuchten, die Yashima in einen koreanischen Hafen zu schleppen, aber auch sie ging dann im Schlepp verloren. Über 200 Mann ihrer Besatzung starben. Beide Schiffe konnten während des Krieges nicht ersetzt werden, und auf dem Papier war die russische Flotte seitdem in der Zahl der Linienschiffe wie in der Zahl ihrer schweren Geschütze überlegen. Die Japaner versuchten, den Verlust der beiden Schiffe geheim zu halten. Er war nicht nur einer ihrer größten Verluste während des Krieges, sie befürchteten auch, dass die Kenntnis des Verlustes die japanische Öffentlichkeit hinsichtlich der Fortführung des Krieges sehr negativ beeinflussen könnte.